# Sulfosalze
Als Sulfosalze bezeichnet man in der Chemie die Salze der Thiosäuren (H3(AsS3), H3(BiS3), H3(SbS3) etc.) und ähnlicher Verbindungen.
In der Systematik der Minerale bilden die strukturell sehr heterogenen Sulfosalze eine wichtige Gruppe in der Klasse der Sulfide.
Strunz und Nickel verwenden für die Strunz Mineralogical Tables folgende Definition:
Sulfosalze zeichnen sich strukturell durch Komplexanionen mit den Grundbausteinen [AsS3]3−, [SbS3]3− und [BiS3]3− aus. Die Ionen dieser Anionenkomplexe sind in Form einer trigonalen Pyramide angeordnet mit den drei Schwefelanionen an der Pyramidenbasis und dem Halbmetallkation an der Spitze. Die Halbmetallkationen verfügen über ein weiteres, freies Elektronenpaar an der Pyramidenspitze, das an keinen Bindungen beteiligt ist.
Die Klassifikation der Sulfosalze nach Strunz erfolgt zum einen strukturell nach dem Konzept von SnS- und PbS-Strukturtypen und daraus abgeleiteten homologen Reihen und zum anderen nach dem chemisch-strukturellen Schema von Nowacki und Edenharter.
Das Sulfosalz-Unterkomitee der IMA-Kommission zur Erzmineralogie entwickelt eine überarbeitete Systematik der Sulfosalze mit einer allgemeiner gefassten Definition:
Sulfosalze sind Minerale mit Komplexanionen aus Halbmetall- oder Metallkationen und Chalkogenidanionen. Das Kriterium zur Abgrenzung zu anderen Chalkogenidverbindungen ist das Fehlen von Bindungen der zentralen Kationen in den Anionenkomplexen zu den übrigen Kationen in der Struktur. Nach dieser Definition zählen neben den klassischen Sulfosalzen der Strunz’schen Gruppen 2H und 2J auch zahlreiche Chalkogenide weiterer Gruppen (z. B. 2E, 2F, 2G, 2K, 2L) zu den Sulfosalzen, aktuell rund 260 Minerale. Bei weiteren 200 ist die Zugehörigkeit noch ungeklärt.
Die Zusammensetzungen gehorchen der allgemeinen Formel Am(BnXp), worin
- A für die Metallkationen Pb2+, Ag+, Cu+, Zn2+, Hg2+, Tl+, Cd2+, Fe2+, Sn2+, Mn2+, Au+ steht,
- B für die Kationen As3+, Sb3+, Bi3+, Te4+, Sn4+, Ge4+, As5+, Sb5+, V5+, Mo6+, W6+, In
- und X für Chalkogenanionen S2−, Se2−, Te2−, die teilweise ersetzt sein können durch Cl− oder O2−.

Die Strukturformeln sind mitunter komplex und variabel und häufig nicht stöchiometrisch, das heißt die Anzahl der Atome stehen nicht immer im ganzzahligen Verhältnis zueinander. Mitunter werden für ein Mineral verschiedene Formeln angegeben. Häufig treten verschiedene Sulfosalzminerale mit ähnlichen Zusammensetzungen oder Strukturen in submikroskopischen, regelmäßigen Verwachsungen auf. Bis vor kurzem wurden einige dieser Verwachsungen noch als eigenständige Minerale angesehen.
Sulfosalze sind undurchsichtig mit meist bleigrauem metallischem Glanz und mittlerem Reflexionsvermögen. Ihre Mohshärte ist gering (2–4) und ihre Dichte mit 4–7 g/cm³ sehr hoch. Die elektrischen Eigenschaften einiger Sulfosalze machen sie für technische Anwendungen als Halbleiter interessant.

## Etymologie und Geschichte
Der Begriff wurde im 19. Jahrhundert in Analogie zu den Oxysalzen eingeführt. Die Komplexanionen zum Beispiel der Arsenate, Phosphate oder Silikate können dort anhand der Bindungsstärken klar als eigenständige Baueinheiten in der Gesamtstruktur ausgemacht werden. Innerhalb der oxidischen Anionenkomplexe treten starke Bindungen mit hohem kovalenten Anteil auf, wohingegen die Bindungen zu den übrigen Kationen deutlich schwächer mit überwiegend ionischen Charakter sind. Mit der Einführung des Begriffes „Sulfosalz“ verband man die Vorstellung, dass bei den Salzen der Sulfonsäuren vergleichbare Verhältnisse vorherrschen. Spätere Untersuchungen konnten dies jedoch nicht immer bestätigen. Die Bindungsverhältnisse in Sulfosalzen sind komplexer mit deutlich metallischen Charakter und die Bindungsstärken zwischen den Kationen und den Schwefelionen der Anionenkomplexe sind nicht immer schwächer als die z. B. innerhalb der AsS3-Gruppe.

## Bildung und Fundorte
Sulfosalze kommen verbreitet in hydrothermalen Lagerstätten vor, wo sie sich sowohl bei niedrigen bis mittleren Temperaturen (Sulfoantimonite, Sulfoarsenite) wie auch höheren Temperaturen (Sulfobismuthite) abscheiden. Weiterhin findet man sie als Ausscheidungsprodukte unterseeischer Vulkane, den Schwarzen Rauchern und Weißen Rauchern.

## Struktur
Strukturell unterscheiden sich Minerale dieser Gruppe von anderen Chalkogeniden wie z. B. Arsenopyrit (FeAsS) oder Löllingit (FeAs2) dadurch, dass die A-Kationen keine Bindungen mit den B-Halbmetallionen eingehen. Meistens bilden die B-Kationen pyramidale BS3-Anionenkomplexe mit den drei Anionen an der Basis und dem Halbmetallkation an der Spitze, das über ein freies Paar ungebundener Elektronen verfügt. Andere Anionenumgebungen insbesondere von Bi und Sb kommen aber vor.

## Verwendung
Die industrielle Bedeutung der Sulfosalze ist gering. Sie haben lokale Bedeutung als Rohstoff für seltene Metalle wie Ag, Au, Tl, Te. Aktuell gewinnen einige Sulfosalze wegen ihrer Halbleitereigenschaften starkes Interesse der Industrie. So können synthetische Sulfosalze (Snx(Sb,Bi)y(S,Se)z, CuInSe2) zur Herstellung von Solarzellen verwendet werden. Der Einsatz dieser Materialien verspricht einen höheren Wirkungsgrad als Silizium bei geringeren Produktionskosten. Ein weiteres Anwendungsgebiet ist die Herstellung von Detektoren für Röntgenstrahlung.

## Klassifizierung
| Chemische Klassifizierung | Chemische Klassifizierung | Chemische Klassifizierung |
| ------------------------- | ------------------------- | ------------------------- |
| Anion                     | Kation                    | Chemischer Name           |
| S2−                       | As3+                      | Thioarsenite              |
| S2−                       | Sb3+                      | Thioantimonite            |
| S2−                       | Bi3+                      | Thiobismuthite            |
| S2−                       | Te4+                      | Thiotellurite             |
| S2−                       | (P5+)                     | Thiophospate              |
| S2−                       | As5+                      | Thioarsenate              |
| S2−                       | Sb5+                      | Thioantimonate            |
| S2−                       | Sn4+                      | Thiostannate              |
| S2−                       | Ge4+                      | Thiogermanate             |
| S2−                       | V5+                       | Thiovanadate              |
| S2−                       | Mo6+                      | Thiomolybdate             |
| S2−                       | W6+                       | Thiowolframate            |
| Se2−                      | As3+                      | Selenioarsenite           |
| Se2−                      | Sb3+                      | Selenioantimonite         |
| Se2−                      | Bi3+                      | Seleniobismuthite         |
| Se2−                      | Sb5+                      | Selenioantimonate         |
| Te2−                      | Bi3+                      | Tellurobismuthite         |

Eine Klassifizierung allein nach der Zusammensetzung unterteilt die Sulfosalze nach dem Aufbau ihrer Komplexanionen (siehe Tabelle).
Hier wiedergegeben ist die aktuelle mineralogische Klassifizierung des IMA-Komitees für Sulfosalze. Für die Sulfosalze mit As3+, Sb3+, Bi3+, Te4+ auf der B-Position geben sie eine Einteilung zuerst nach chemisch definierten Klassen und darunter rein strukturell mit folgenden Ebenen an:
- Mineralklasse: Chalkogenide / Sulfide
- Chemischer Untertyp: Sulfosalze
- Strukturfamilie
- Homologe Reihe
- Isotype oder Homöotype Reihe
- Mineral
- Polytype

In den Strukturformeln der Gruppen und Untergruppen werden folgende Abkürzungen verwendet:
- M+: Einwertige Kationen (Ag, Cu, Tl)
- M2+: Zweiwertige Kationen
- Pn: Pniktogen: As, Sb, Bi
- Ch: Chalkogen (S, Se, Te)
- PGE: Platinmetalle

### Sulfosalze mit einem Kation/Chalkogen-Verhältnis von 1:1

#### Binäre Sulfosalze M+PnCh2
Matildit-Serie: (Strunz: 2.CD.15)
- Matildit: AgBiS2
- Bohdanowiczit: AgBiSe2
- Volkynskit: AgBiTe2

Aramayoit-Serie: (Strunz: 2.HA.25)
- Aramayoit: Ag3Sb2(Bi,Sb)S6
- Baumstarkit: Ag3Sb3S6

Cuboargyrit-Typ: (Strunz: 2.CD.10)
- Cuboargyrit: AgSbS2

Miargyrit-Typ: (Strunz: 2.HA.10)
- Miargyrit: AgSbS2

Smithit-Typ: (Strunz: 2.GC.30)
- Smithit: AgAsS2

Trechmannit-Typ: (Strunz: 2.GC.35)
- Trechmannit: AgAsS2

Emplectit-Serie: (Strunz: 2.HA.05)
- Emplektit: CuBiS2
- Chalkostibit: CuSbS2

Weissbergit-Homeotype:
- Weissbergit: TlSbS2 (Strunz: 2.HD.10)
- Lorándit: TlAsS2 (Strunz: 2.HD.05)

#### Ternäre Sulfosalze (M1+M22+PnS3)
Freieslebenit-Familie
- Freieslebenit: AgPbSbS3 (Strunz: 2.JB.15)
- Marrit: AgPbAsS3 (Strunz: 2.JB.15)
- Diaphorit: Ag3Pb2Sb3S3 (Strunz: 2.JB.5)
- Quadratit: Ag(Cd,Pb)(As,Sb)S3 (Strunz: 2.GC.25)
- Schapbachit: Ag0,4Pb0,2Bi0,4S3 (Strunz: 2.CD.10)

Bournonit-Serie: (Strunz: 2.GA.50)
- Bournonit: CuPbSbS3
- Seligmannit: CuPbAsS3
- Součekit: CuPbBi(S, Se)3

Mückeit-Serie: (Strunz: 2.GA.25)
- Mückeit: CuNiBiS3
- Lapieit: CuNiSbS3
- Lisiguangit: CuPtBiS3
- Malyshevit: CuPdBiS3

Christit-Typ: (Strunz: 2.HD.15)
- Christit: HgTlAsS3

#### Quaternäre Sulfosalze (M1+M22+M33+Pn2S5)
Hatchit-Isotype: (Strunz: 2.GC.05)
- Hatchit: AgTlPbAs2S5
- Wallisit: CuTlPbAs2S5

### Blei-Sulfosalze mit ausgeprägter zweidimensionaler Architektur (Schichtstrukturen)

#### Sulfosalze mit tetradymitartigen Schichtstrukturen
Aleksit-Serie Pb(n−1)Bi2Chn+2: (Strunz: 2.DC.05)
- Kochkarit: PbBi4Te6
- Poubait: PbBi2(Se,Te,S) 4
- Rucklidgeit: PbBi2Te4
- Aleksit: PbBi2S2Te2
- Saddlebackit: Pb2Bi2Te2S3

Komplexe Strukturvariante:: (Strunz: 2.DC.05)
- Babkinit: Pb2Bi2(Se,S) 3

#### Kompositstrukturen mit alternierenden pseudohexagonalen und PbS/SnS-artigen Schichten
Kommensurable Strukturen
Nagyaite-Serie: (Strunz: 2.HB.20)
- Buckhornit: (Pb2BiS3)(AuTe2)
- Nagyágit: [Pb3(Pb,Sb) 3S6](Au,Te) 3

Verwandte Struktur:
- Museumit: [Pb2(Pb,Sb) 2S8](Te,Au) 2 (Strunz: 2.HB.20)
- Berryit: Cu3Ag2Pb3Bi7S16 (Strunz: 2.HB.05)

vorläufig zugeordnet
- Watkinsonit: Cu2PbBi4(Se,S) 8 (Strunz: 2.HB.20)

Inkommensurable Strukturen
Kylindrit-Serie: (Strunz: 2.HF.25)
- Abramovit: Pb2SnInBiS7
- Kylindrit: ~FePb3Sn4Sb2S14
- Lévyclodit: ~Cu3Pb8Sn7(Bi,Sb) 3S28

Franckeit-Typ:: (Strunz: 2.HF.25)
- Coirait: (Pb,Sn) 12,5As3Sn5FeS28
- Franckeit: ~Fe(Pb,Sn2+)6Sn4+Sb2S14

Lengenbachit-Typ: (Strunz: 2.HF.30)
- Lengenbachit: ~Cu2Ag4Pb18As12S39

Cannizzarit-Typ: (Strunz: 2.JB.20)
- Cannizzarit: ~Pb8Bi10S23
- Witteit: ~Pb8Bi10(S,Se)23

#### Kommensurable Kompositstrukturen abgeleitet vom Cannizzarit
Cannizzarit Plesiontye
Strukturen mit stufigen Schichten: (Strunz: 2.JB.25)
- Junoit: Cu2Pb3Bi8(S,Se) 16
- Feldbertalit: Cu2Pb6Bi8S19
- Nordströmit: CuPb3Bi7(Se,S) 14
- Proudit: Cu2Pb16Bi20(S,Se) 47

Strukturen mit gescherten, schachbrettartigen Schichten: (Strunz: 2.JB.45)
- Galenobismutit: PbBi2S4
- Ángelait: Cu2AgPbBiS4
- Nuffieldit: Cu1,4Pb2,4Bi2,4Sb0,2S7 (Strunz: 2.HF.05)
- Weibullit: Ag0,33Pb5,33Bi8,33(S,Se) 18

Cannizariteabwandlungen mit Wabenstrukturen
- Neyit: Cu6Ag2Pb25Bi26S68 (Strunz: 2.JB.50)
- Rouxelit: Cu2HgPb22S64(O,S) 2 (Strunz: 2.HF.35)

### Blei-Sulfosalze mit großen 2-dimensionalen Fragmenten, die sich auf den PbS/SnS-Strukturtyp zurückführen lassen

#### Lillianite Serie
Alle Minerale dieser Familie gehören zu einer homologen Serie. Ihre Struktur basiert auf PbS-artigen Schichten unterschiedlicher Dicke. Angegeben wird die Schichtdicke in der Anzahl N von Oktaedern in der Notation NL oder N1,N2L bei verschiedenen Schichten unterschiedlicher Dicke.
Lillianit homeotype (4L):  (Strunz: 2.JB.40)
Bi-reich
- Lillianit: AgxPb3–2xSb2+xS6
- Gustavit: AgPbBi3S6

Sb-reich – Andorit-Serie:
Die Andorit-Serie umfasst orthorhombische und pseudoorthorhombische Sulfosalz-Minerale, deren Zusammensetzung ausgedrückt werden kann mit der Formel n * (PbAgMn)2+xSb3-xS6.
- Ramdohrit: (PbAgMn)4,5Sb5,5S12 mit x=0,25 und n=2[6] ((Cd, Mn, Fe)Ag5,5Pb12Sb21,5S48)
- Fizélyit: (PbAgMn)4,75Sb5,25S12 mit x=0,375 und n=2[6] (Ag5Pb14Sb21S48)
- Uchucchacuait: (PbAgMn)5Sb5S12 mit x=0,5 und n=2[6] (MnAgPb3Sb5S12)
- Quatrandorit (ehemals Andorit IV): (PbAgMn)8Sb12S24 mit x=0 und n=4[6] (Ag15Pb18Sb47S96)
- Senandorit (ehemals Andorit VI): (PbAgMn)12Sb18S36 mit x=0 und n=6[6] (AgPbSb3S6)

- Roshchinit: (Ab, Cu)19Pb10Sb51S96

Lilianit dimorph (4,4L):
- Xilingolith: Pb3Bi2S6

(4,7L) homologe:
- Vikingit: Ag5Pb8Bi13S30

(4,8L) homologe:
- Treasurit: Ag7Pb6Bi15S30

Heyrovskýit-Serie: (7L): (Strunz: 2.JB.40)
- Heyrovskýit: Pb6Bi2S9
- Aschamalmit: Pb6 – 3xBi2+xS9

Strukturell verwandt (5,9L): 
- Eskimoit: Ag7Pb10Bi15S36

Ouaryit-Paar(11,11L):  (Strunz: 2.JB.40)
- Ourayit (B-zentriert): Ag3Pb4Bi5S13
- Ourayit-P: ~Ag3,6Pb2,8Bi5,6S13

Verwandte Struktur?  (Strunz: 2.LB.10)
- Ustarasit: Pb(Bi, Sb)6S10

#### Pavonit Serie (Strunz: 2.JA.05)
- Grumiplucit: HgBi2S4
- Kudriavit: (Cd, Pb)Bi2S4
- Makovickyit: Cu1,12Ag0,81Pb0,27Bi5,35S9
- Cupromakovickyit: Cu4AgPb2Bi9S18
- Pavonit: AgBi3S5
- Cupropavonit: Cu0,9Ag0,5Pb0,6Bi2,5S5
- Benjaminit: Ag3Bi7S12
- Mummeit: Cu0,58Ag3,11Pb1,10Bi6,65S13
- Borodaevit: Ag4,83Fe0,21Pb0,45(Bi;Sb) 8,84S13
- Cupromakopavonit: Cu8Ag3Pb4Bi19S38

Abgeleitete Strukturen
- Mozgovait: PbBi4(S, Se) 7
- Livingstonit: HgSb4S6(S2) (Strunz: 2.HA.15)

#### Cuprobismutit Serie (Strunz: 2.JA.10)
- Kupčíkit: Cu3,4Fe0,6Bi5S10
- Hodrušit: Cu8Bi12S22
- Cuprobismutit: Cu8AgBi13S24

Verwandt
- Pizgrischit: (Cu,Fe)Cu14PbBi17S34
- Paděrait: Cu7[(Cu,Ag) 0,33Pb1,33Bi11,33]S22

#### Meneghinit Serie (Strunz: 2.HB.05)
- Meneghinit: CuPb13Sb7S24
- Jaskólskiit: CuxPb2−x(Sb, Bi) 2−xS5 mit x ~0,2

#### Jordanit Serie
Jordanit-Typ:  (Strunz: 2.JB.30)
- Jordanit: Pb14(As,Sb) 6S23
- Geokronit: Pb14(Sb,As) 6S23

Kirkiit-Typ:  (Strunz: 2.JB.30)
- Kirkiit: Pb10Bi3As3S19

Verwandte Struktur (?): (Strunz: 2.LB.15)
- Tsugaruit: Pb4As2S7

#### PbS-Strukturtyp (hexagonal) (Strunz: 2.JB.55)
- Gratonit: Pb9As4S15

#### Plagionit Serie (Strunz: 2.HC.10)
- Fülöppit: Pb3Sb8S15
- Plagionit: Pb5Sb8S17
- Heteromorphit: Pb7Sb8S19
- Semseyit: Pb9Sb8S21
- Rayit: (Ag, Tl) 2Pb8Sb8S21

#### Sartorit Serie (Strunz: 2.HC.05)
Sartorit-Typ
- Sartorit: PbAs2S4
- Sartorit-9c: Tl1,5Pb8As17,5S35
- Twinnit: Pb(Sb0,63As0,37)2S4
- Guettardit: Pb8(Sb0,56As0,44)16S32

Baumhauerit-Typ
- Baumhauerit: Pb12As16S36
- Baumhauerit-2a: ~Ag1,5Pb22As33,5S72
- Baumhauerit-O3abc: Ag3Pb38,1(As,Sb) 52,8S96

- Liveingit: Pb20As24S56

Dufrénoysit-Typ
- Dufrénoysit: Pb2As2S5
- Veenit: Pb2(Sb,As) 2S5
- Rathit: Ag2Pb12−xTlx/2As18+x/2S40

Homologe mit Stapelfolgen hoher Periodizität
- Marumoit: Pb32As40S92
- Rathit-IV: Formel unbekannt, möglicherweise Pb19As24S55

Von Dufrenoysit abgeleitete Strukturen
- Chabournéit: Tl5(Sb,As) 21S34 (Strunz: 2.HF.10)

Pierrotit-Typ
- Pierrotit: Tl2(Sb,As) 10S16 (monoklien)
- Parapierrotit: TlSb5S8 (orthorhombisch)

#### Unklassifiziert
- Mutnovskit: Pb2AsS3(I, Cl,Br) (Strunz: 2.FC.40)

### Blei-Sulfosalze mit eindimensionalen, meist stabförmigen Baueinheiten, die sich auf den PbS/SnS-Strukturtyp zurückführen lassen

#### Boulangerit Familie (stab- und schichtförmige Baueinheiten)
- Cosalit: Pb2Bi2S5 (Strunz: 2.JB.10)
- Falkmanit: Pb3Sb2S6 (Strunz: 2.HC.15)
- Boulangerit: Pb5Sb4S11 (Strunz: 2.HC.15)
- Plumosit: Pb2Sb2S5 (Strunz: 2.HC.15)
- Moëloit: Pb6Sb6S14(S3) (Strunz: 2.HC.25)
- Dadsonit: Pb23Sb25S60Cl (Strunz: 2.HC.30)
- Robinsonit: Pb4Sb6S13 (Strunz: 2.HC.20)

Jamesonit-Serie (Strunz: 2.HB.15)
- Jamesonit: FePb4Sb6S14
- Benavidesit: MnPb4Sb6S14
- Sakharovait: FePb4(Sb,Bi) 6S14

Berthierit-Serie (Strunz: 2.HA.20)
- Berthierit: FeSb2S4
- Garavellit: FeSbBiS4
- Klerit: MnSb2S4

#### Zinkenit-Familie
Zinkenit-Serie
- Zinkenit: Pb9Sb22S42 (Strunz: 2.JB.35)
- Pilait: Pb9Sb10S23ClO0,5 (Strunz: 2.JB.35)
- Scainiit: Pb14Sb30S54O5 (Strunz: 2.JB.35)
- Marrucciit: Hg3Pb16Sb18S46 (Strunz: 2.JB.60)
- Pellouxit: (Cu,Ag)2Pb21Sb23S55ClO (Strunz: 2.JB.35)
- Vurroit: Sn2Pb20(Bi,As)22S54Cl6 (Strunz: 2.LB.45)
- Owyheeit: Ag3Pb10Sb11S28 (Strunz: 2.HC.35)

Verwandte Strukturen mit schachbrettartigen Struktureinheiten
Kobellit-Serie (Strunz: 2.HB.10)
- Kobellit: (Cu.Fe)2Pb11(Bi,Sb)15S35
- Tintianit: Cu2Pb10Sb16S35

Geissenit-Typ: (Strunz: 2.HB.10)
- Giessenit: (Cu,Fe)2Pb26,4(Bi,Sb)19,6S57 (monoklin)
- Izoklakeit: (Cu,Fe)2Pb26,4(Sb,Bi)19,6S57 (orthorhombisch)

Verwandte Struktur: (Strunz: 2.HB.10)
- Eclarit: (Cu,Fe)Pb9Bi12S28

Strukturelle Verwandtschaft unklar: (Strunz: 2.HB.10)
- Zoubekit: AgPb4Sb4S10

#### Aikinit-Bismuthinit-Serie (Strunz: 2.HB.05)
- Aikinit: CuPbBiS3
- Friedrichit: Cu5Pb5Bi7S18
- Hammarit: Cu2Pb2Bi4S9
- Emilit: Cu10,7Pb10,7Bi21,3S48
- Lindströmit: Cu3Pb3Bi7S15
- Krupkait: CuPbBi3S6
- Paarit: Cu1,7Pb1,7Bi6.3S12
- Salzburgit: Cu1,6Pb1,6Bi6,4S12
- Gladit: CuPbBi5S9
- Pekoit: CuPbBi11S18
- Bismuthinit: Bi2S3 (Strunz: 2.DB.05)

#### Verwandte Sulfosalze mit unbekannter Struktur (Januar 2008) (Strunz: 2.LB.30)
- Ardait: Pb17Sb15S35Cl9
- Daliranit: PbHgAs2S6
- Launayit: CuPb10(Sb,As)13S30
- Madocit: Pb19(Sb,As)16S43
- Playfairit: Pb16(Sb,As)19S44Cl
- Sorbyit: CuPb9(Sb,As)11S26
- Sterryit: (Ag,Cu)2Pb10(Sb,As)12S29

### Tl(Pb) und Hg Sulfosalze: Strukturen mit SnS-Schichten

#### Hutchinsonit Serie
Hutchinsonit-Bernadit-Paar
- Hutchinsonit: TlPbAs5S9 (Strunz: 2.HD.45)
- Bernardit: TlAs5S8 (Strunz: 2.HD.50)

Ebenharterit-Jentschit-Paar
- Edenharterit: TlPbAs3S6 (Strunz: 2.HD.35)
- Jentschit: TlPbAs2SbS6 (Strunz: 2.HD.40)

Andere
- Imhofit: Tl5,8As15,4S26 (Strunz: 2.HD.30)
- Gillulyit: Tl2As7,5Sb0,3S13 (Strunz: 2.JC.10)

PbS-Urtyp
- Gerstleyit: Na2(Sb,As) 8S13.2H2O (Strunz: 2.HE.05)

#### Rebulit-Paar
- Rebulit: Tl5As8Sb5S22 (Strunz: 2.HD.25)
- Jankovićit: Tl5Sb9(As,Sb) 4S22 (Strunz: 2.HD.20)

#### Sicherit Typ
- Sicherit: Ag2Tl(As,Sb) 4S6 (Strunz: 2.HD.55)

#### Unklassifiziert
- Erniggliit: SnTl2As2S6 (Strunz: 2.GA.45)
- Vrbait: Hg3Tl4As8Sb3S20 (Strunz: 2.HF.20)
- Simonit: HgTlAs3S6 (Strunz: 2.GC.20)
- Vaughanit: HgTlSb4S7 (Strunz: 2.LA.20)
- Gabrielit: Cu2AgTl2As3S7 (Strunz: 2.HD.60)

### Sulfosalze mit einem Überschuss an kleinen (einwertigen) Kationen (Ag, Cu) im Verhältnis zu As, Sb, Bi

#### Cu(Ag)- reiche Sulfosalze
Wittichenit Typ (Strunz: 2.GA.20)
- Wittichenit: Cu3BiS3
- Skinnerit: Cu3SbS3

Tetraedrit Serie (Strunz: 2.GB.05)
- Tetraedrit: Cu6[Cu4(Fe,Zn)2]Sb4S13
- Tennantit: Cu6[Cu4(Fe,Zn)2]As4S13
- Freibergit: Ag6[Cu4Fe2]Sb4S13-x
- Argentotennantit: Ag6[Cu4(Fe,Zn)2]As4S13
- Argentotetraedrit: Ag10(Fe,Zn)2Sb4S13
- Goldfieldit: Cu10Te4S13
- Hakit: Cu6[Cu4Hg2]Sb4S13
- Giraudit: Cu6[Cu4(Fe,Zn)2]As4Se13

Verwandter Strukturtyp: (Strunz: 2.GB.05)
- Galkhait: (Cs,Tl)(Hg,Cu,Zn,Tl)6(As,Sb)4S12

Nowackiit Serie (Strunz: 2.GA.30)
- Nowackiit: Cu6Zn3As4S12
- Aktashit: Cu6Hg3As4S12
- Gruzdevit: Cu6Hg3Sb4S12

Verwandte Strukturen: 
- Sinnerit: Cu6 As4S9 (Strunz: 2.GC.10)
- Watanabeit: Cu4(As,Sb)2S5 (Strunz: 2.GC.15)
- Laffittit: AgHgAsS3 (Strunz: 2.GA.35)

Routhierit Typ (Struz: 2.GA.40)
- Routhierit: CuHg2TlAs2S6
- Stalderit: Cu(Zn,Fe,Hg)2TlAs2S6

Unklassifizierte Cu-Sulfosalze
- Miharait: Cu4FePbBiS6 (Strunz: 2.LB.05)
- Petrovicit: Cu3HgPbBiSe5 (Strunz: 2.LB.40)
- Mazzettiit: Ag3HgPbSbTe5 (Strunz: 2.LB.40)
- Chaméanit: (Cu,Fe)4As(Se,S)4 (Strunz: 2.LA.35)
- Mgriit: (Cu,Fe) 3AsSe3 (Strunz: 2.LA.45)
- Larosit: (Cu,Ag) 21PbBiS13 (Strunz: 2.LB.35)
- Arcubisit: CuAg6BiS4 (Strunz: 2.LA.40)

#### Ag-reiche Sulfosalze
Samsonit Typ
- Samsonit: MnAg4Sb2S6 (Strunz: 2.GA.15)

Pyrargyrit Familie
- Pyrargyrit: Ag3SbS3 (Strunz: 2.GA.05)
- Proustit: Ag3AsS3 (Strunz: 2.GA.05)
- Ellisit: Tl3AsS3 (Strunz: 2.JC.05)

Pyrostilpnit Typ (Strunz: 2.GA.10)
- Pyrostilpnit: Ag3SbS3
- Xanthokon: Ag3AsS3

Polybasit Serie (Strunz: 2.GB.15)
- Polybasit: Cu(Ag,Cu)6Ag9Sb2S11
- Pearceit: Cu(Ag,Cu) 6Ag9As2S11
- Seleopolybasit: Cu(Ag,Cu)6Ag9Sb2Se11

Stephanit Typ
- Stephanit: Ag5SbS4 (Strunz: 2.GB.10)
- Selenostephanit: Ag5Sb(Se,S)4 (Strunz: 2.GB.10)
- Fettelit: Ag14HgAs5S20 (Strunz: 2.LA.30)

Unklassifizierte Ag-Sulfosalze
- Benleonardit: Ag8(Sb,As)Te2S3 (Strunz: 2.LA.50)
- Tsnigriit: Ag9Sb(S,Se)3Te3 (Strunz: 2.LA.55)
- Dervillit: Ag2AsS2 (Strunz: 2.LA.10)

### Unklassifizierte Sulfosalze

#### Oxysulfosalze
- Sarabauit: Sb4S6 . CaSb6O10 (Strunz: 2.HE.1)
- Cetineit: NaK5Sb14S3O18(H2O)6 (Strunz: 2.FD.15)
- Ottensit: Na3(Sb2O3)3(SbS3). 3H2O (Strunz: 2.FD.15)

#### Subsulfosalze (?)
- Tvalchrelidzeit: Hg3SbAsS3 (Strunz: 2.LA.05)
- Criddleit: Ag2Au3TlSb10S10 (Strunz: 2.LA.25)
- Jonassonit: Au(Bi,Pb) 5S4 (Strunz: 2.LA.65)

#### PGE Sulfosalze (?)
- Borovskit: Pd3SbTe4 (Strunz: 2.LA.60)
- Crerarit: (Pt,Pb)Bi3(S,Se)4-x (Strunz: 2.CD.10)

### In der aktuellen Klassifikation der IMA bislang unberücksichtigte Sulfosalze

#### Thioarsenate
- Billingsleyit: Ag7AsS6 (Strunz: 2.KB.05)
- Enargit: Cu3AsS4 (Strunz: 2.KA.05)
- Fangit: Tl3AsS4 (Strunz: 2.KA.15)
- Luzonit: Cu3AsS4 (Strunz: 2.KA.10)

#### Thioantimonate
- Famatinit: Cu3SbS4 (Strunz: 2.KA.10)

#### Tiostannate
- Canfieldit: Ag8SnS4 (Strunz: 2.BA.35)
- Černýit: Cu2CdSnS4 (Strunz: 2.CB.15)
- Chatkalit: Cu6FeSn2S8 (Strunz: 2.CB.20)
- Ferrokësterit: Cu2(Fe,Zn)SnS4 (Strunz: 2.CB.15)
- Hocartit: Ag2FeSnS4 (Strunz: 2.CB.15)
- Kësterit: Cu2(Zn,Fe)SnS4 (Strunz: 2.CB.15)
- Kuramit: Cu3SnS4 (Strunz: 2.CB.15)
- Mawsonit: Cu6Fe2SnS8 (Strunz: 2.CB.20)
- Mohit: Cu2SnS3 (Strunz: 2.CB.15)
- Petrukit: (Cu,Ag)2(Fe,Zn)(Sn,Id)S4 (Strunz: 2.KA.05)
- Pirquitasit: Ag2ZnSnS4 (Strunz: 2.CB.15)
- Stannit: Cu2FeSnS4 (Strunz: 2.CB.15)
- Stannoidit: Cu8(Fe,Zn)3Sn2S12 (Strunz: 2.CB.15)
- Velikit: Cu2HgSnS4 (Strunz: 2.CB.15)

#### Thioindate
- Cadmoindit: CdIn2S4 (Strunz: 2.DA.05)
- Indit: FeIn2S4 (Strunz: 2.DA.05)

#### Thiogermanate
- Argyrodit: Ag8GeS6 (Strunz: 2.BA.35)
- Barquillit: Cu2(Cd,Zn)GeS4 (Strunz: 2.KA.10)
- Briartit: Cu2(Fe,Zn)GeS4 (Strunz: 2.KA.10)
- Calvertit: Cu5Ge0,5S4 (Strunz: 2.CA.15)
- Germanit: Cu13Fe2Ge2S16 (Strunz: 2.CB.30)
- Putzit: Cu4,7Ag3,3GeS6 (Strunz: 2.BA.35)

#### Thiovanadate
- Sulvanit: Cu3VS4 (Strunz: 2.CB.70)

#### Thiomolybdat / Stannat
- Hemusit: Cu6SnMoS8 (Strunz: 2.CB.35)

#### Thiowolframat / Stannat
- Kiddcreekit: Cu6SnWS8 (Strunz: 2.CB.35)

#### Thiomolybdat / Germanat
- Maikainit: Cu20(Fe,Cu)6Mo2Ge6S32 (Strunz: 2.CB.30)

#### Thiowolframat / Germanat
- Catamarcait: Cu6GeWS8 (Strunz: 2.CB.35)
- Ovamboit: Cu20(Fe,Cu,Zn)6W2Ge6S32 (Strunz: 2.CB.30)

#### Andere gemischte Arten
- Colusit: (Cu12V(Sb,As,Sn)3) S16 (Strunz: 2.CB.30)
- Germanocolusit: Cu13V(Ge,As)3S16 (Strunz: 2.CB.30)
- Nekrasovit: Cu13V(Sn,As,Sb)3S16 (Strunz: 2.CB.30)
- Renierit: (Cu,Zn)11Fe4(Ge,As)2S16 (Strunz: 2.CB.35)
- Stibiocolusit: Cu13V(As, Sb,Sn)3S16 (Strunz: 2.CB.30)
- Vinciennit: (Cu10Fe4SnAs)S16 (Strunz: 2.CB.35)

#### Selenioantimonat
- Permingeatit: Cu3SbSe4 (Strunz: 2.KA.10)